# Сокирки
По современной классификации на основании системы APG IV все представители рода Сокирки включены в состав рода Живокость (Дельфиниум) (Delphinium), название является устаревшим синонимом.
Соки́рки, консо́лида (лат. Consólida) — род приблизительно 50 видов однолетних травянистых растений семейства Лютиковые (Ranunculaceae). Произрастает в северном полушарии от Средней Азии до Западной Европы.
Часто растения рода сокирки относят к ближайшему роду многолетних растений Живокость (Delphinium), отличающихся структурой цветка и соцветия.

## Названия
Растения встречаются под различными русскими названиями, такими как: Консолида, Живокость однолетняя, Дельфиниум однолетний.
Так же: 

сокирки  (рус.) — народное название однолетнего растения живокость; 

сокирки  (укр.) — украинское название дикорастущих видов травянистых растений.
Китайское название: 飞燕草属 (fei yan cao shu)

## Виды
Род включает 52 вида, некоторые из них:
- Consolida aconiti (L.) Lindl.
- Consolida ajacis (L.) Schur — Сокирки Аяксовы
  - [syn.  Consolida ambigua — Сокирки сомнительные]
  - [syn.  Delphinium ambiguum — Живокость сомнительная]
- Consolida divaricata (Ledeb.) Schrödinger
- Consolida orientalis (J.Gay) Schrödinger — Сокирки восточные
  - [syn.  Delphinium orientale — Живокость восточная]
- Consolida regalis Gray — Сокирки полевые
  - [syn.  Consolida arvensis — Рогатый василёк]
  - [syn.  Delphinium consolida — Живокость полевая]
- Consolida rugulosa (Boiss.) Schrödinger — Консолида мелкоморщинистая
  - [syn.  Delphinium rugulosum Boiss. — Живокость морщинистая]